# Mekoto
Mekoto (ou Mekotto), est un village du Cameroun situé dans le département du Dja-et-Lobo et la région du Sud, non loin du Gabon et de la République du Congo, sur la route qui relie Djoum à Mintom II. Il fait partie de la commune de Mintom.

## Population
En 1963, Mekoto comptait 257 habitants, pour la plupart des Fang, mais également 42 pygmées Baka. Lors du recensement de 2005, 290 personnes y ont été dénombrées.

## Infrastructures
Mekoto dispose d'une école publique.